# Associação Desportiva e Cultural Metodista
Cet article concerne club de volley-ball. Pour club de handball, voir Associação Desportiva e Cultural Metodista (handball).
São Bernardo, de son vrai nom Associação Desportiva e Cultural Metodista, est un club brésilien de volley-ball fondé en 1943 et  basé à São Bernardo do Campo qui évolue pour la saison 2015-2016 en Superliga feminina.

## Palmarès
- Championnat du Brésil
  - Vainqueur : 1999.

## Effectifs

### Saison 2015-2016
| No                                        | Nom                                       | Date de naissance                         | Taille                         | Poids                          | Poste                          |
| ----------------------------------------- | ----------------------------------------- | ----------------------------------------- | ------------------------------ | ------------------------------ | ------------------------------ |
| 1                                         | Milka Silva                               | 18 juillet 1994                           | 190                            | 74                             | Centrale                       |
| 2                                         | Stephanie Corrêa                          | 15 juillet 1994                           | 187                            | 63                             | Centrale                       |
| 3                                         | Renata Colombo                            | 25 février 1981                           | 181                            | 78                             | Attaquante                     |
| 4                                         | Nayara Ferreira                           | 11 mai 1993                               | 177                            | 67                             | Réceptionneuse-attaquante      |
| 5                                         | Juliana Dias                              | 21 juin 1997                              | 175                            | 60                             | Passeuse                       |
| 6                                         | Elisângela Oliveira                       | 30 octobre 1978                           | 184                            | 80                             | Attaquante                     |
| 7                                         | Yslany de Paula                           | 28 mars 1991                              | 187                            | 85                             | Passeuse                       |
| 8                                         | Graziele Lima                             | 24 mars 1996                              | 178                            | 62                             | Réceptionneuse-attaquante      |
| 9                                         | Flávia Appel                              | 14 mai 1994                               | 179                            | 66                             | Attaquante                     |
| 10                                        | Carla Souza                               | 15 septembre 1990                         | 197                            | 75                             | Centrale                       |
| 11                                        | Dalila Prado                              | 16 janvier 1993                           | 169                            | 52                             | Libero                         |
| 12                                        | Paula Mohr                                | 23 avril 1994                             | 187                            | 75                             | Réceptionneuse-attaquante      |
| 13                                        | Graziele Souza                            | 16 janvier 1992                           | 187                            | 71                             | Réceptionneuse-attaquante      |
| 15                                        | Carla Fell Reginatto                      | 20 janvier 1994                           | 185                            | 78                             | Réceptionneuse-attaquante      |
| 16                                        | Mariana Nardi                             | 22 juillet 1994                           | 172                            | 63                             | Passeuse                       |
| 17                                        | Stephany Silva                            | 6 novembre 1985                           | 168                            | 72                             | Libero                         |
| 18                                        | Carla Marques                             | 30 mai 1987                               | 190                            | 87                             | Centrale                       |
|                                           |                                           |                                           |                                |                                |                                |
| Encadrement technique                     | Encadrement technique                     |                                           | Légende                        | Légende                        | Légende                        |
| Entraîneur : William Carvalho             | Entraîneur : William Carvalho             | Entraîneur : William Carvalho             | : Capitaine                    | : Capitaine                    | : Capitaine                    |
| Entraîneur(s) adjoint(s) : Flávio Aniceto | Entraîneur(s) adjoint(s) : Flávio Aniceto | Entraîneur(s) adjoint(s) : Flávio Aniceto | : Joueuse blessée actuellement | : Joueuse blessée actuellement | : Joueuse blessée actuellement |

| Équipe type : Associação Desportiva e Cultural Metodista                                                             |
| \| Mariana Nardi · # 16 Paula Mohr · # 12 Milka · # 1 Renatinha · # 3 Carla · # 18 Flávia Appel · # 9 Teny · # 17 \| |
| Mariana Nardi · # 16 Paula Mohr · # 12 Milka · # 1 Renatinha · # 3 Carla · # 18 Flávia Appel · # 9 Teny · # 17       |

| Mariana Nardi · # 16 Paula Mohr · # 12 Milka · # 1 Renatinha · # 3 Carla · # 18 Flávia Appel · # 9 Teny · # 17 |